# III-divisioona 2024
La III-divisioona 2024 è la 14ª edizione del campionato di football americano di quarto livello (giocato a 7 giocatori), organizzato dalla SAJL.

## Squadre partecipanti
| Club                    | Città        | Stadio | Sponsor ufficiale | Risultato nella stagione 2023 |
| ----------------------- | ------------ | ------ | ----------------- | ----------------------------- |
| Joensuu Wolves          | Joensuu      |        |                   |                               |
| Lappeenranta Razorbacks | Lappeenranta |        |                   |                               |
| Malmi Blaze             | Helsinki     |        | Promesta          |                               |
| Porvoon Teurastajat     | Porvoo       |        |                   |                               |

## Stagione regolare

### Calendario

#### 1ª giornata - Torneo di Porvoo
| Porvoo 9 giugno 2024, ore 12:00 | Porvoon Teurastajat | 60 – 0 referto | Lappeenranta Razorbacks | Lukiokadun pallokenttä |

| Porvoo 9 giugno 2024, ore 14:00 | Lappeenranta Razorbacks | 16 – 42 referto | Joensuu Wolves | Lukiokadun pallokenttä |

| Porvoo 9 giugno 2024, ore 16:00 | Joensuu Wolves | 8 – 50 referto | Porvoon Teurastajat | Lukiokadun pallokenttä |

#### 2ª giornata - Torneo di Joensuu
| Joensuu 6 luglio 2024, ore 12:00 | Porvoon Teurastajat | 44 – 26 referto | Joensuu Wolves | Mehtimäen tekonurmi |

| Joensuu 6 luglio 2024, ore 14:00 | Malmi Blaze | 16 – 44 (8-28 8-16) referto | Porvoon Teurastajat | Mehtimäen tekonurmi |

| Joensuu 6 luglio 2024, ore 16:00 | Joensuu Wolves | 44 – 0 (16-0 28-0) referto | Malmi Blaze | Mehtimäen tekonurmi |

#### 3ª giornata - Torneo di Helsinki
| Helsinki 20 luglio 2024, ore 12:00 | Malmi Blaze | 16 – 6 (8-0 8-6) referto | Lappeenranta Razorbacks | POHU Areena |

| Helsinki 20 luglio 2024, ore 14:00 | Lappeenranta Razorbacks | 0 – 82 (0-44 0-38) referto | Porvoon Teurastajat | POHU Areena |

| Helsinki 20 luglio 2024, ore 16:00 | Porvoon Teurastajat | 68 – 0 referto | Malmi Blaze | POHU Areena |

#### 4ª giornata - Torneo di Lappeenranta
| Lappeenranta 10 agosto 2024, ore 12:00 | Lappeenranta Razorbacks | 14 – 6 (d.t.s.) (6-6 0-0 8-0) referto | Malmi Blaze | Lauritsalan kenttä |

| Lappeenranta 10 agosto 2024, ore 14:00 | Malmi Blaze | 0 – 36 (0-36 0-0) referto | Joensuu Wolves | Lauritsalan kenttä |

| Lappeenranta 10 agosto 2024, ore 16:00 | Joensuu Wolves | 28 – 14 (12-0 0-0 16-14) referto | Lappeenranta Razorbacks | Lauritsalan kenttä |

### Classifica
La classifica della regular season è la seguente:
- PCT = percentuale di vittorie, G = partite giocate, V = partite vinte,  P = partite perse, PF = punti fatti, PS = punti subiti

| Pos. | Squadra                 | PCT   | G | V | N | P | PF  | PS  |
| ---- | ----------------------- | ----- | - | - | - | - | --- | --- |
| 1    | Porvoon Teurastajat     | 1.000 | 6 | 6 | 0 | 0 | 348 | 50  |
| 2    | Joensuu Wolves          | .667  | 6 | 4 | 0 | 2 | 184 | 124 |
| 3    | Lappeenranta Razorbacks | .167  | 6 | 1 | 0 | 5 | 50  | 234 |
| 4    | Malmi Blaze             | .167  | 6 | 1 | 0 | 5 | 38  | 212 |

## Playoff

### Tabellone
|  | Semifinali | Semifinali              | Semifinali |                |    | XII Äijämalja       | XII Äijämalja           | XII Äijämalja   |  |
|  |            |                         |            |                |    |                     |                         |                 |  |
|  | 1          | Porvoon Teurastajat     | 64         |                |    |                     |                         |                 |  |
|  | 1          | Porvoon Teurastajat     | 64         |                |    |                     |                         |                 |  |
|  | 4          | Malmi Blaze             | 6          |                |    |                     |                         |                 |  |
|  | 4          | Malmi Blaze             | 6          |                | 1  | Porvoon Teurastajat | 42                      |                 |  |
|  |            |                         |            |                | 1  | Porvoon Teurastajat | 42                      |                 |  |
|  |            |                         | 2          | Joensuu Wolves | 16 |                     |                         |                 |  |
|  | 2          | Joensuu Wolves          | 2          | Joensuu Wolves | 16 | -                   |                         |                 |  |
|  | 2          | Joensuu Wolves          |            |                |    | -                   |                         |                 |  |
|  | 3          | Lappeenranta Razorbacks | -          |                |    | Finale 3º posto     | Finale 3º posto         | Finale 3º posto |  |
|  | 3          | Lappeenranta Razorbacks | -          |                |    |                     |                         |                 |  |
|  |            |                         |            |                |    |                     |                         |                 |  |
|  |            |                         |            |                |    | 4                   | Malmi Blaze             | 34              |  |
|  |            |                         |            |                |    | 4                   | Malmi Blaze             | 34              |  |
|  |            |                         |            |                |    | 3                   | Lappeenranta Razorbacks | 6               |  |

### Semifinali
| Porvoo 25 agosto 2024, ore 11:00 | Porvoon Teurastajat | 64 – 6 (34-0 30-6) referto | Malmi Blaze | Porvoon pallokenttä |

| Porvoo 25 agosto 2024, ore 13:00 | Joensuu Wolves | - – - (non disputata) referto | Lappeenranta Razorbacks | Porvoon pallokenttä |

### Finale 3º - 4º posto
| Porvoo 25 agosto 2024, ore 15:00 | Malmi Blaze | 34 – 6 (8-0 26-6) referto | Lappeenranta Razorbacks | Porvoon pallokenttä |

### XII Äijämalja
| Porvoo 25 agosto 2024, ore 17:00 | Porvoon Teurastajat | 42 – 16 (28-8 14-8) referto | Joensuu Wolves | Porvoon pallokenttä |

## Verdetti
- Porvoon Teurastajat Vincitori dell'Äijämalja 2024